# Nevidno zlo: Izumrtje
Nevidno zlo: Izumrtje (izvirni angleški naslov Resident evil: Extinction) je akcijska grozljivka iz leta 2009. Je tretji film iz filmske serije Nevidno zlo (Resident Evil) posnete po preživetveni grozljivi video igri Nevidno zlo (Resident Evil) iz podjetja Capcom. Film sledi junakinji Alice, ki skupaj s preživelimi iz Racoon Citya, potuje čez puščavo Mojave, da bi prišli do Aljaske in tako pobegnili pred apokalipso zombijev. Režiser filma je Russel Mulcahy, producent pa Paul W. S. Anderson.
Film je prejel mešane odzive in bil je izdan na DVD in na Blu-ray v Severni Ameriki 1. januarja 2008.
Film je imel načrtovan naslov Nevidno zlo: Drugo življenje (Resident Evil: Afterlife), vendar se je ta iz neznanih razlogov spremenil v Nevidno zlo: Izumrtje (Resident Evil: Extinction). Naslov Drugo življenje, pa je dobilo četrto nadaljevanje filmske serije.

## Vsebina
Alice (Milla Jovovich) se zbudi v zapuščenem dvorcu. Medtem, ko se sprehaja po njem umre in njeno truplo odvržejo k ostalim klonom. Nato film prikaže, da je dvorec le podzemni laboratorij, nad katerim je kot kamuflaža zapuščena uta zaščitena z ograjo, ki jo obkroža tisoče zombijev. 
Kljub temu, da je podjetje Umbrella skušalo na vse načine zanikati možnosti okužbe podzemnega laboratorija Panja in kljub bombardiranju Racoon Citya, se je T-virus razširil po svetu. Virus pa ni okužil le ljudi ampak tudi živali in spremenil pokrajine v puščave. Prava Alice (iz katere so bili ustvarjeni ostali kloni) vandra po jugozahodu ZDA. Odzove se klicu na pomoč skupini ljudi, za katere se izkaže da so banditi, ki jo skušajo posiliti in ubiti, vendar jih ona ubije prej. Med svojo potjo najde dnevnik mrtve punce, kjer piše o neokuženem mestu na Aljaski. 
Medtem dr. Sam Isaacs (Iain Glen), nekdaj odgovoren za Projekt Alice, zdaj eden pomembnejših podjetja Umbrella v Severni Ameriki, zazna polno pripravljenost Alice odkar je pokazala odlično povezovanje s T-virusom brez kasnejšne mutacije. Medtem skuša dr. Isaacs ustvariti formulo, ki bo okužene zombije ukrotila, da ne bodo več tako krvoločni. Nov direktor podjetja Umbrella, Albert Wesker (Jason O'Mara), Isaacsu dovoli uporabo Alicinih klonov za svoje raziskave, pravo Alice pa ne dovoli uporabljati, preden ne izvejo njene lokacije.
Medtem konvoj preživelih, ki ga vodi Claire Redfield (Ali Larter), potuje čez državo in išče zaloge hrane. Konvoj vključuje tudi preživele iz Racoon Citya, Carlosa Oliveiro (Oded Fehr) in L.J.a (Mike Epps), ter ostale nove preživele kot so K-Mart (Spencer Locke), Mikey (Christopher Egan), Chase (Linden Ashby) in medicinsko sestro Betty (Ashanti Douglas) in ostali.
Med iskanjem zalog v motelu, L.J.a ugrizne zombi, vendar tega ne pove ostalim. Naslednje jutro konvoj napadejo vrane, ki se prehranjujejo z okuženim mesom. Vrane ubijejo Betty in Otta, ostale pa s svojimi telepatskimi močmi reši Alice. Alice pokaže Claire dnevnik in skupaj prepričata konvoj, da bi odšli na Aljasko poiskat to neokuženo mesto. Vsi se strinjajo, da morajo pred tem še po zaloge in bencin v Las Vegas.
Dr. Isaacsu medtem uspe spremeniti zombije, da znajo uporabljati enostavne stvari kot so telefon in fotoaparat, vendar so še vedno nagle jeze. Weskerjev varnostni agent Alexander Slater (Matthew Marsden), Isaacsu ne zaupa, zato dobi od Weskerja dovoljenje, da ubije Isaacsa, če bo ta prekršil navodila.
Podjetje Umbrella medtem najde lokacijo Alice, s pomočjo zaznavanja njenih telepatskih sposobnosti. Isaacs pripravi s pomočjo svojih zombijev zasedo konvoju, kljub temu da s tem prekrši Weskerjeva navodila. L.J. nato podleže okužbi in ugrizne Carlosa. Večina konvoja, skupaj z Mikeyem in Chasem, umre v zasedi, Umbrella pa poskuša izklopiti Alice. Vendar se jim Alice upre in najde Isaacsa na mestu kjer se sama nahaja. Isaacs postane okužen in pobegne s helikopterjem. Alice in K-Mart izsledita Isaacsa, ki se odpelje v podzemni laboratorij. 
Konvoj se tako odpravi do ute, okoli katere mrgoli zombijev. Carlos se žrtvuje in razstreli tovornjak, ter tako pridobi dovolj časa, da Claire in Alice spravita ostale preživele na helikopter. Claire pobegne s preživelimi, Alice pa želi ostati. Slater medtem odide po Isaacsa, da bi ga ubil zaradi kršenja ukazov. Najde ga v svojem laboratoriju, kjer si vbrizga ogromno količino anti virusa in tako mutira v pošast Tyranta. Mutirani Isaacs tako ubije Slaterja in ostale zaposlene. 
Ko Alice vstopi v podzemni laboratorij, spozna umetno inteligenco, sestro Rdeče Kraljice, Belo Kraljico (Madeline Carroll). Ta ji pove, da je njena kri zdravilo za T-virus in kaj se je zgodilo s Isaacsom, kjer se obe strinjata, da ga je treba uničit. Med potjo do Isaacsovega laboratorija, Alice najde ogromno število svojih klonov. Ko končno sreča Isaacsa se bori z njim. Nazadnje ga s pomočjo enega od svojih klonov, pokonča z lasersko mrežo, ki ga razreže na kocke. 
Kasneje Wesker v Tokiu na Japonskem pove svojim sodelavcem, da je bila podružnica podjetja v Severni Ameriki izgubljena. Takrat se na sestanku prikaže hologram Alice, ki pove da prihaja po Weskerja skupaj s svojimi ''prijatelji''. Takrat pokaže veliko število klonov v sobi kjer se nahaja Alice in film se konča.

## Igralci
- Milla Jovovich kot Alice in kloni: Bivša varnostnica pri podjetju Umbrella, katero je korporacija Umbrella izsledila, da bi nadgradila njen krvni serum. Po izbruhu T-virusa v Raccoon City, so nad Alice izvajali eksperimente.
- Ali Larter kot Claire Redfield: Osnovana po liku iz video igre z enakim imenom igra glavno vlogo v Nevidnem zlu 2 (Resident Evil 2), Nevidnem zlu geslo: Veronica (Resident Evil Code: Veronica) in Nevidnem zlu: Temačne zgodbe (Resident Evil: The Darkside Chronicles). V filmu vodi konvoj preživelih skupaj z z Carlosom.
- Oded Fehr kot Carlos Oliveira: Nekdanji vojak posebne enote, katerega lik je osnovan po liku iz video igre Nevidno zlo 3: Nemesis (Resident Evil 3: Nemesis). Preživel je program Nemesis, ter uničenje Raccoon Citya. Prav tako je Alicina simpatija. Po dogodkih v Nevidnem zlu: Apokalipsa (Resident Evil: Apocalypse), pomaga voditi Clairin konvoj preživelih.
- Iain Glen kot dr. Alexander Isaacs: Vodilni znanstvenik v Severni Ameriki. Isaacs je sodeloval pri nastanku programa Nemesis in pri nastanku programa Alice v Apokalipsi. Spremeni se v tiransko pošast, ki je izid ugriza ''super zombija'' in aplikacije prevelike količine anti-virusa. Njegov lik je osnovan po liku Williama Birkina iz video iger.
- Ashanti kot medicinska sestra Betty: Moćna mlada ženska, ki deluje kot zdravstvena enota v Clairinem konvoju. Je medicinska sestra in pomaga članom skupine pri okrevanju. Betty vozi reševalno vozilo in je L.J.-eva simpatija. Zapre se v avtobus in se žrtvuje med napadom vran.
- Mike Epps kot Lloyd Jefferson "L.J." Wade: Nekdanji meščan Raccoon Citya, ki je preživel program Nemesis in uničenje Raccoon Citya v prejšnjem filmu. Tudi on potuje z Clairinim konvojem. Je Bettyina simpatija. V motelu ga ugrizne zombi na začetku filma in kasneje se spremeni v zombija med napadom super zombijev.
- Spencer Locke kot K-Mart: Dekle, ki ga je našel Cleirin konvoj, ko se je skrivala v trgovini K-Mart.
- Christopher Egan kot Mikey: Mlad odrasel računalniški genij, ki vozi ''računalniško postajo'' v konvoju. Mikey je odgovoren za oddajanje postaje preko radia za iskanje preživelih, ter za postavljanje senzornih kamer. Ubijejo ga super zombiji.
- Jason O'Mara kot Albert Wesker: Osnovan po liku z istim imenom iz igre. V filmu je vodja Umbrelle in s pomočjo hologramske tehnologije (medtem ko je on v Tokiu), vodi sestanke članov komiteja vključno z dr. Isaacom.
- Madeline Carroll kot Bela Kraljica: Računalniška sestra izvirne Rdeče Kraljice. Osnovana je, da zaščiti človeška življenja, kakor njena računalniška sestra. Bela Kraljica je dovršena s hologramsko tehnologijo.
- Matthew Marsden kot Alex Slater: Poveljujoči takoj za dr. Isaacsom.
- Linden Ashby kot Chase: Kavboj in bivši policist.
- Joe Hursley kot Otto: Preživeli, ki vozi šolski avtobus in ga kasneje ubijejo okužene vrane.